# Nuoto ai Giochi della XXX Olimpiade - 200 metri dorso femminili
La gara dei 200 metri dorso femminili dei Giochi della XXX Olimpiade si è svolta il 1º e il 2 agosto 2012. Hanno partecipato 37 atlete.
La gara è stata vinta dalla statunitense Missy Franklin con il tempo di 2'04"06 (nuovo record mondiale), mentre l'argento e il bronzo sono andati rispettivamente ad Anastasija Zueva e a Elizabeth Beisel.

## Formato
Gli atleti competono in due turni eliminatori; i migliori sedici tempi delle batterie si qualificano alla semifinale, mentre i migliori otto di queste ultime accedono alla finale.

## Record
Prima della competizione, i record olimpici e mondiali erano i seguenti:
| Record mondiale | 2'04"81 | Kirsty Coventry Zimbabwe | Roma, Italia 1º agosto 2009  |
| Record olimpico | 2'05"24 | Kirsty Coventry Zimbabwe | Pechino, Cina 16 agosto 2008 |

## Programma
| Data      | Ora (BST/UTC+1) | Turno      |
| --------- | --------------- | ---------- |
| 1º agosto | 10:43           | Batterie   |
| 1º agosto | 20:29           | Semifinali |
| 2 agosto  | 19:40           | Finale     |

## Risultati

### Batterie
| Pos. | Batteria | Corsia | Nome                    | Nazione       | Tempo   | Note |
| ---- | -------- | ------ | ----------------------- | ------------- | ------- | ---- |
| 1    | 5        | 4      | Missy Franklin          | Stati Uniti   | 2'07"54 | Q    |
| 2    | 3        | 5      | Elizabeth Beisel        | Stati Uniti   | 2'07"82 | Q    |
| 3    | 5        | 2      | Kirsty Coventry         | Zimbabwe      | 2'08"14 | Q    |
| 4    | 5        | 5      | Meagen Nay              | Australia     | 2'08"40 | Q    |
| 5    | 4        | 4      | Belinda Hocking         | Australia     | 2'08"75 | Q    |
| 6    | 3        | 6      | Alexianne Castel        | Francia       | 2'08"92 | Q    |
| 7    | 3        | 3      | Sinead Russell          | Canada        | 2'09"04 | Q    |
| 8    | 3        | 4      | Anastasija Zueva        | Russia        | 2'09"36 | Q    |
| 9    | 4        | 3      | Daryna Zevina           | Ucraina       | 2'09"40 | Q    |
| 10   | 4        | 7      | Duane da Rocha          | Spagna        | 2'09"72 | Q    |
| 11   | 5        | 7      | Stephanie Proud         | Gran Bretagna | 2'10"01 | Q    |
| 12   | 2        | 6      | Simona Baumrtová        | Rep. Ceca     | 2'10"03 | Q,   |
| 13   | 3        | 1      | Karin Prinsloo          | Sudafrica     | 2'10"34 | Q    |
| 14   | 4        | 5      | Elizabeth Simmonds      | Gran Bretagna | 2'10"37 | Q    |
| 15   | 4        | 6      | Jenny Mensing           | Germania      | 2'10"54 | Q    |
| 16   | 5        | 3      | Sharon van Rouwendaal   | Paesi Bassi   | 2'10"60 | Q    |
| 17   | 4        | 1      | Melissa Ingram          | Nuova Zelanda | 2'10"63 |      |
| 18   | 4        | 2      | Hilary Caldwell         | Canada        | 2'10"75 |      |
| 19   | 3        | 7      | Bai Anqi                | Cina          | 2'11"26 |      |
| 20   | 5        | 8      | Eyglo Osk Gustafsdottir | Islanda       | 2'11"31 |      |
| 21   | 2        | 4      | Miyu Otsuka             | Giappone      | 2'11"65 |      |
| 22   | 5        | 1      | Yao Yige                | Cina          | 2'12"14 |      |
| 23   | 3        | 2      | Alessia Filippi         | Italia        | 2'12"40 |      |
| 24   | 2        | 5      | Maria Fernanda Gonzalez | Messico       | 2'12"75 |      |
| 25   | 2        | 7      | Anja Čarman             | Slovenia      | 2'13"01 |      |
| 26   | 1        | 4      | Nguyen Thi Anh Vien     | Vietnam       | 2'13"35 |      |
| 27   | 1        | 6      | Carolina Colorado       | Colombia      | 2'13"64 |      |
| 28   | 2        | 2      | Mie Nielsen             | Danimarca     | 2'13"89 |      |
| 29   | 3        | 8      | Alicja Tchórz           | Polonia       | 2'14"02 |      |
| 30   | 5        | 6      | Laure Manaudou          | Francia       | 2'14"29 |      |
| 31   | 1        | 2      | Ham Chan-Mi             | Corea del Sud | 2'15"30 |      |
| 32   | 4        | 8      | Ekaterina Avramova      | Bulgaria      | 2'15"44 |      |
| 33   | 2        | 1      | Kim Daniela Pavlin      | Croazia       | 2'15"67 |      |
| 34   | 2        | 3      | Melanie Nocher          | Irlanda       | 2'16"29 |      |
| 35   | 1        | 3      | Dorina Szekeres         | Ungheria      | 2'18"16 |      |
| 36   | 2        | 8      | Hoishun Stephanie Au    | Hong Kong     | 2'18"47 |      |
| 37   | 1        | 5      | Yulduz Kuchkarova       | Uzbekistan    | 2'18"60 |      |

### Semifinali
| Pos. | Corsia | Nome                  | Nazione       | Tempo   | Note |
| ---- | ------ | --------------------- | ------------- | ------- | ---- |
| 1    | 4      | Elizabeth Beisel      | Stati Uniti   | 2'06"18 | Q    |
| 2    | 5      | Meagen Nay            | Australia     | 2'07"42 | Q    |
| 3    | 6      | Anastasija Zueva      | Russia        | 2'07"88 | Q    |
| 4    | 3      | Alexianne Castel      | Francia       | 2'08"24 | Q    |
| 5    | 1      | Elizabeth Simmonds    | Gran Bretagna | 2'08"48 | Q    |
| 6    | 8      | Sharon van Rouwendaal | Paesi Bassi   | 2'09"50 |      |
| 7    | 2      | Duane da Rocha        | Spagna        | 2'09"88 |      |
| 8    | 7      | Simona Baumrtová      | Rep. Ceca     | 2'10"18 |      |

| Pos. | Corsia | Nome            | Nazione       | Tempo   | Note |
| ---- | ------ | --------------- | ------------- | ------- | ---- |
| 1    | 4      | Missy Franklin  | Stati Uniti   | 2'06"84 | Q    |
| 2    | 5      | Kirsty Coventry | Zimbabwe      | 2'08"32 | Q    |
| 3    | 6      | Sinead Russell  | Canada        | 2'08"76 | Q    |
| 4    | 7      | Stephanie Proud | Gran Bretagna | 2'09"04 |      |
| 5    | 3      | Belinda Hocking | Australia     | 2'09"35 |      |
| 6    | 2      | Daryna Zevina   | Ucraina       | 2'09"70 |      |
| 7    | 8      | Jenny Mensing   | Germania      | 2'10"68 |      |
| 8    | 1      | Karin Prinsloo  | Sudafrica     | 2'11"42 |      |

### Finale
| Pos. | Corsia | Nome               | Nazione       | Tempo   | Note            |
| ---- | ------ | ------------------ | ------------- | ------- | --------------- |
|      | 5      | Missy Franklin     | Stati Uniti   | 2'04"06 | Record mondiale |
|      | 6      | Anastasija Zueva   | Russia        | 2'05"92 |                 |
|      | 4      | Elizabeth Beisel   | Stati Uniti   | 2'06"55 |                 |
| 4    | 1      | Elizabeth Simmonds | Gran Bretagna | 2'07"26 |                 |
| 5    | 3      | Meagen Nay         | Australia     | 2'07"43 |                 |
| 6    | 7      | Kirsty Coventry    | Zimbabwe      | 2'08"18 |                 |
| 7    | 2      | Alexianne Castel   | Francia       | 2'08"43 |                 |
| 8    | 8      | Sinead Russell     | Canada        | 2'09"86 |                 |